# アネット・ペッチ
アネット・ペッチ（Anett Pötzsch、1960年9月3日 - ）は、旧東ドイツ出身の女性フィギュアスケート選手で、現在はフィギュアスケートコーチ兼国際スケート連盟公認の技術審判員。1980年レークプラシッドオリンピック女子シングル金メダリスト。1978年、1980年世界フィギュアスケート選手権優勝。

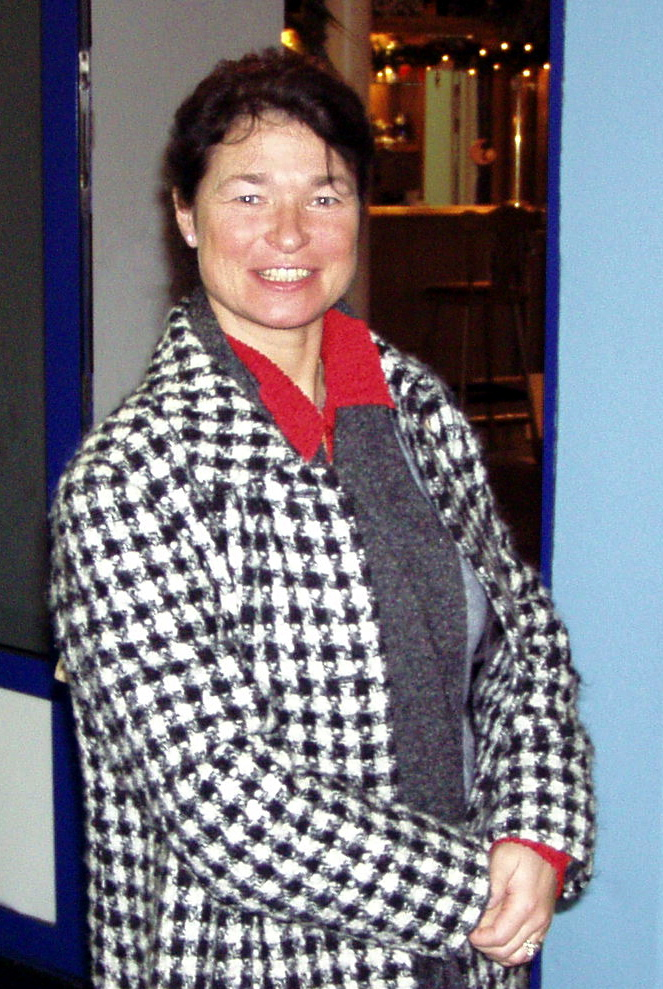
2006年ドイツ選手権のアネット・ペッチ

## 経歴
1960年6月3日、旧東ドイツのカール＝マルクス＝シュタット（現在のケムニッツ）で生まれる。
ユッタ・ミュラーに師事し、1972-1973年シーズンから国際大会へ出場を果たした。1975年欧州選手権で初表彰台の3位となり、1976年インスブルックオリンピックではオリンピック初出場ながら4位入賞を果たした。
1977年欧州選手権では初優勝を飾り、以後1980年欧州選手権まで4連覇を達成する。世界選手権では1977年世界選手権でアメリカのリンダ・フラチアニに次ぐ2位となったものの、翌1978年世界選手権ではリンダ・フラチアニを抑え初優勝を飾った。しかし、1979年世界選手権では再びリンダ・フラチアニに敗れ2位となる。
1980年レークプラシッドオリンピックでは、それまで世界選手権で優勝を分け合ってきたリンダ・フラチアニとの対決に注目が集まった。アネット・ペッチは当時行われていたコンパルソリーフィギュアを得意としており、一方のリンダ・フラチアニはコンパルソリーフィギュアが苦手な反面、ショートプログラムとフリースケーティングを得意としていた。勝負の行方はリンダ・フラチアニのコンパルソリーフィギュアでの出来と、アネット・ペッチのショートプログラムおよびフリースケーティングの出来に左右されていた。
オリンピックではアネット・ペッチがコンパルソリーフィギュアで1位、ショートプログラム4位、フリースケーティング3位、一方のリンダ・フラチアニはコンパルソリーフィギュアで3位、ショートプログラムで1位、フリースケーティングで2位となり、アネット・ペッチが僅かの差で金メダルを獲得した。これは東ドイツの選手がフィギュアスケート競技で初めて手にしたオリンピックの金メダルでもあった。オリンピック後に引退。
引退後はケムニッツでコーチとして活動し、現在は国際スケート連盟のテクニカル審判員としても活躍している。私生活では、カタリナ・ヴィットの兄であるアクセル・ヴィットと結婚。のちに離婚したものの2人の子であるクラウディア・ラウシェンバッハはペアスケート選手として活動し、ロビン・ゾルコーヴィとペアを組み2001年ドイツ選手権で優勝した。

## 主な戦績
| 大会/年        | 1972-73 | 1973-74 | 1974-75 | 1975-76 | 1976-77 | 1977-78 | 1978-79 | 1979-80 |
| -------------- | ------- | ------- | ------- | ------- | ------- | ------- | ------- | ------- |
| オリンピック   |         |         |         | 4       |         |         |         | 1       |
| 世界選手権     | 14      | 11      | 8       | 4       | 2       | 1       | 2       | 1       |
| 欧州選手権     | 8       | 7       | 3       | 2       | 1       | 1       | 1       | 1       |
| 東ドイツ選手権 | 3       | 2       | 2       | 1       | 1       | 1       | 1       | 1       |